# سامر أبو هواش
سامر أبو هوّاش، كاتب وشاعر ومترجم فلسطيني من مواليد 1972. له عدة إصدارات في الشعر والرواية والترجمة. فقد أصدر حتى الآن عشر مجموعات قصصية آخرها «أطلال» الصادرة عن منشورات المتوسط، وروايتين. كما قام بترجمة العديد من الأشعار الأمريكية والروايات الإنجليزية إلى اللغة العربية.

## السيرة الذاتية
ولد سامر أبو هواش في مدينة صيدا التي تقع جنوب لبنان في عام 1972 لعائلة فلسطينية. درس في مدارس صيدا قبل أن ينتقل إلى بيروت ليكمل دراسته الجامعية حيث درس الصحافة وتخرج في الجامعة اللبنانية - كلية الإعلام التوثيق عام 1996. ومنذ عام 1994، عمل أبو هواش في الصحافة البيروتية الثقافية.
بدأ مشواره الأدبي منذ عام 1991 حيث كان نشر عددا من أشعاره في مجلات وصحف لبنانية عديدة. وأصدر مجموعته الشعرية الأولى «الحياة تطبع في نيويورك» عام 1997. وأصدر حتى الآن عشر مجموعات شعرية. أما في عام 2005، أصدر روايته الأولى بعنوان «عيد العشاق». وفي رصيده الأدبي روايتين حتى الآن. كما ترجم أبو هواش إلى اللغة العربية العديد من الأشعار الأمريكية والروايات الإنجليزية. فقد ترجم إلى العربية ما يزيد عن عشرين شاعر أمريكياً منهم روبرت بلاي، وآي، وتشارلز بوكوفسكي، ولويز غليك. وقد قام أيضا بترجمة العديد من الروايات الإنجليزية منها رواية «اختراع الغزلة: بورتريه لرجل غير مرئي متبوعا بكتاب الذاكرة» للكاتب بول أوستر، و«جسر النجوم» للكاتب هينغ مانكل، والأعمال القصصية الكاملة لوليم فوكنر، وعلى الطريق لجاك كرواك، وشجرة الدخان لدينس جونسون، والبيت لمارلين روبنسون، والأعمال القصصية الكاملة ل ج ج بالارد، والعديد غيرها. وفي عام 2008، نشر سلسلة ترجمة من خمسة عشر مجلدا للشعر الأمريكي والصادر عن دار كلمة وتشمل السلسة على أعمال آن سكستون، وجاك كيروك، وبيلي كولينز، وسيلفيا بلاث، وتشارلز سيميك، وويليام فوكنر، وغيرهم.

## المؤلفات
بعض من مؤلفاته تشمل الآتي:

### مجموعات شعرية
- الحياة تطبع في نيويورك، دار الجديد، 1997
- تحية الرجل المحترم، مجموعة شعرية، 1998
- تذكر فالنتينا، مجموعة شعرية، 2000
- جورنال اللطائف المصورة، منشورات الجمعية اللبنانية للفنون، 2003
- نزل مضاء بيافطات بيض، مجموعة شعرية، 2004
- داريو جاز برلين، مجموعة شعرية، 2004
- شجرتان على السطح، دار مختارات، 2005
- سوف أقتلك أيها الموت، مؤسسة الغاوون الثقافية، 2012
- أطلال، منشورات المتوسط، 2020

### روايات
- عيد العشاق، منشورات الجمل، 2005
- السعادة أو سلسة انفجارات هزت العاصمة، منشورات الجمل، 2007
- تخيط ثوباً لتذكر، الغاوون، 2010
- سيلفي أخيرة مع عالم يحتضر، منشورات الجمل، 2015
- ليس هكذا تصنع البيتزا، منشورات المتوسط، 2017

### ترجمات
- اختراع الغزلة: بورتريه لرجل غير مرئي متبوعا بكتاب الذاكرة، منشورات المتوسط، 1982
- على الطريق منشورات الجمل، 2007
- موسيقى سوداء وقصص أخرى. تأليف: وليام فوكنر. 2009
- تدبير منزلي. تأليف: مارلين روبنسون. 2011.[8]
- ملابس الإمبراطور الجديدة. تأليف: هانس كريستان أندرسن. 2011
- عصفورة الثلج ونمر الماء: الحكايات الشعبية للهنود الحمر. 2014
- كتاب الشاي. تأليف: أوكاكورا كاكوزو. 2016
- النوم بعين واحدة مفتوحة، للكاتب مارك ستراند، منشورات المتوسط، 2017
- رحلات في حجرة الكتابة، للكاتب بول أوستر، منشورات المتوسط، 2018
- جسر النجوم، للكاتب هينغ مانكل، دار المنى للنشر والتوزيع، 2018
- صديقي بيرسي وحذاؤه الرياضي السحري، للكاتب أولف ستارك، دار المنى للنشر والتوزيع، 2018
- الأرض الجديدة؛ كيف تكتشف معنى حياتك؟، للكاتب إكهارت تول، دار الخيال، 2018
- شمس تدخل من النافذة؛ وتوقظ رجلاً يسكب القهوة على رأسه، للكاتب راسل إدسن، منشورات المتوسط، 2019
- عودة الله – كيف يغير الأنبعاث الكوني للدين العالم، للكاتبة جون ميكليثوايت، منشورات المتوسط، 2019
- كصديق رائعٍ يتذكر، منشورات المتوسط، 2020
- الحياة ساكسفون في فم الموت، منشورات المتوسط، 2020
- خريف يقف خلف النافذة، ريتشارد رايت، منشورات المتوسط، 2020
- شمس تدخل من النافذة؛ وتوقظ رجلاً يسكب القهوة على رأسه، للكاتب راسل إدسن، منشورات المتوسط، 2019